# Mary Astor
Pour les articles homonymes, voir Astor.
Mary Astor, née Lucile Vasconcellos Langhanke, ou Lucille Langhange le 3 mai 1906 à Quincy (Illinois) et morte le 25 septembre 1987 à Woodland Hills (Los Angeles), est une actrice et romancière américaine.
Débutant à l'adolescence une longue carrière dans le cinéma muet à partir des années 1920,, Mary Astor est notamment célèbre pour son rôle de Brigid O'Shaughnessy dans le film Le Faucon maltais (1941) aux côtés de Humphrey Bogart.

## Biographie

### Jeunesse et formation
Née Lucile de Vasconcellos Langhanke à Quincy (Illinois) le 3 mai 1906, Mary Astor est l'unique enfant d'Otto Ludwig Langhanke (2 octobre 1871-3 février 1943) et d'Helen Marie de Vasconcellos (19 avril 1881-18 janvier 1947), tous deux enseignants. Son père est un Allemand ayant émigré en 1891 de Berlin aux États-Unis, où il a obtenu la citoyenneté américaine. Sa mère, américaine, est née à Jacksonville (Illinois) et a des racines portugaises.
En 1919, âgée de treize ans, elle envoie une photo d'elle pour un concours de beauté dans la revue Motion Picture Magazine (en) et finit demi-finaliste. Elle a quinze ans quand la famille déménage à Chicago (Illinois). Son père y enseigne l'allemand jusqu'à ce que les États-Unis entrent dans la Première Guerre mondiale.
Sa mère, qui avait toujours voulu devenir actrice, enseignait le théâtre et l'élocution. Astor a fait ses études universitaires à la maison et a appris à jouer du piano par son père, qui insiste pour qu'elle s'entraîne quotidiennement. Ses talents de pianiste se sont révélés utiles lorsqu'elle a joué du piano dans ses films Le Grand Mensonge (1941) et Le Chant du Missouri (Meet Me in St. Louis). Elle suit des cours d'art dramatique et se produit dans diverses productions scéniques amateurs. L'année suivante, elle envoie une autre photographie au Motion Picture Magazine ; cette fois, elle est finaliste puis finaliste au concours national. Son père déménage avec sa famille à New York afin que sa fille puisse jouer dans des films. Il gèrera ses affaires de 1920 à 1930.

### Carrière au cinéma
Un photographe de Manhattan, Charles Albin, voit sa photographie et demande à la jeune fille aux yeux envoûtants et aux longs cheveux auburn, et dont le surnom était « Rusty », de poser pour lui. Les photographies d'Albin sont ensuite repérées par Harry Durant du studio Famous Players–Lasky. Lucile de Vasconcellos Langhanke signe peu après un contrat de six mois avec la Paramount Pictures. Son nom est changé en « Mary Astor ».

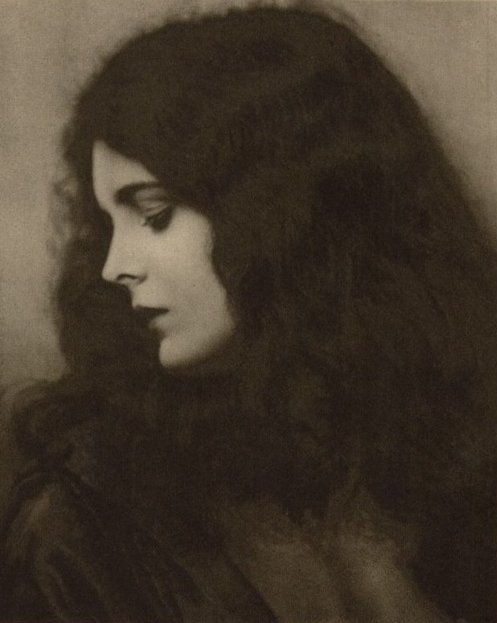
Photographie publicitaire de Mary Astor pour Stars of the Photoplay en 1924.

Elle fait ses débuts en 1921, à l'âge de 14 ans, dans le film Sentimental Tommy mais son petit rôle est coupé au montage. La Paramount laisse son contrat expirer. En 1922, elle reçoit une bonne critique pour le film The Beggar Maid, puis tourne la même année son premier long métrage, John Smith, qui est suivi de The Man Who Played God. En 1923, avec ses parents elle déménage à Hollywood.
Après avoir joué plusieurs rôles plus importants chez divers studios de cinéma, elle signe à nouveau avec la Paramount, un contrat, cette fois-ci, d'un an à cinq cents dollars par semaine. John Barrymore voit sa photo dans un magazine et la veut pour son prochain film. Prêtée au studio Warner Bros., elle tourne à son côté dans Beau Brummel (1924). L'acteur, plus âgé, la courtise mais leur relation est sérieusement limitée par le refus de ses parents de laisser le couple passer du temps seul ensemble ; Mary n'avait que dix-sept ans et était légalement mineure. Barrymore les convainc que ses cours de théâtre exigent de l'intimité, et le couple réussit à se retrouver seul. Leurs fiançailles secrètes ont pris fin en grande partie à cause de l'interférence des parents de la jeune actrice et de l'incapacité de celle-ci à échapper à leur autorité stricte (l'actrice ne prendra le contrôle de son salaire qu'à l'âge de 26 ans), mais également parce que Barrymore commence à fréquenter une camarade de Mary Astor, comme elle élue WAMPAS Baby Stars de 1926 : Dolores Costello, qu'il épousera plus tard. À la fin de son contrat avec Warner Bros., Mary Astor est embauchée chez Fox Studios pour 3 750 dollars par semaine. En 1928, à 22 ans, elle épouse le réalisateur Kenneth Hawks.
Alors que l'industrie cinématographique faisait la transition du cinéma muet au cinéma parlant, la Fox lui fait passer un test de son, auquel elle échoue à cause de sa voix jugée trop grave. Bien que ce résultat soit probablement dû à des équipements de sonorisation précoces et à des techniciens inexpérimentés, le studio la libère de son contrat et elle se retrouve sans travail pendant huit mois en 1929. Pendant cette période, elle suit une formation vocale et des cours de chant. Sa carrière d'actrice est alors relancée par son amie Florence Eldridge (épouse de l'acteur Fredric March), qui la recommande pour le deuxième rôle féminin de la pièce de théâtre Among the Married, à Los Angeles. C'est un succès, et sa voix est jugée appropriée, décrite comme basse et vibrante. Son bonheur est de courte durée car le 2 janvier 1930, alors qu'il filmait des séquences aériennes pour le film de la Fox Sa plus belle vengeance, son mari Kenneth Hawks est tué dans un accident d'avion au-dessus de l'océan Pacifique.

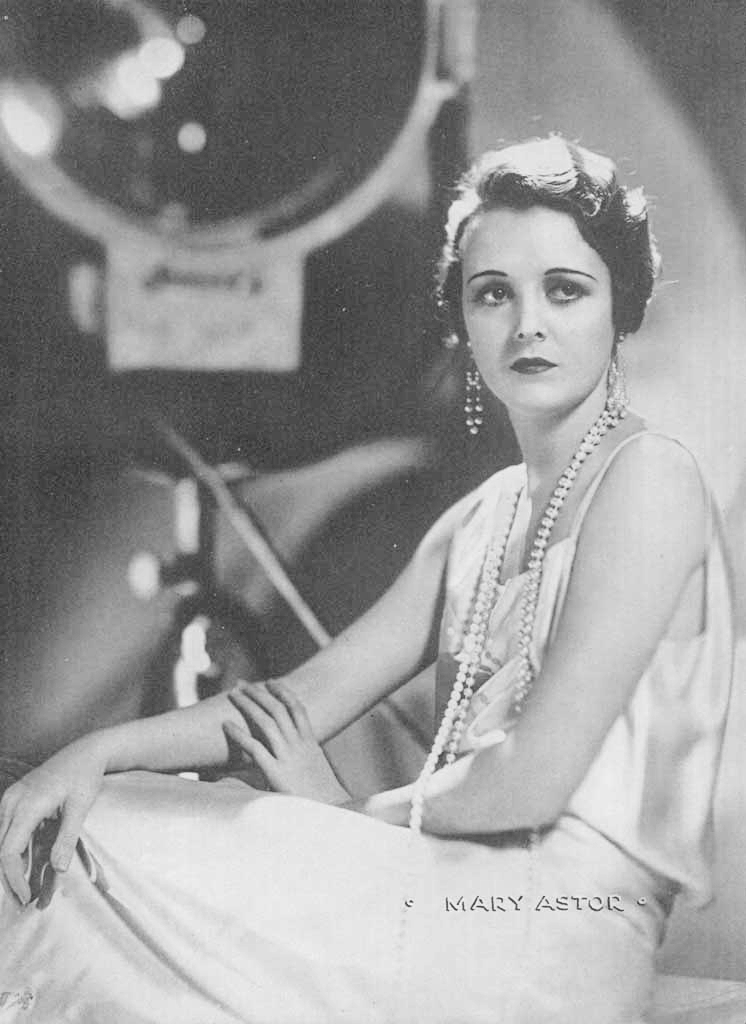
Photographie publicitaire de Mary Astor pour lArgentinean Magazine en 1931.

Peu de temps après la mort de son mari, elle fait ses débuts dans son premier film parlant, Ladies Love Brutes (1930) à la Paramount, dans lequel elle partage la vedette avec son ami Fredric March. Si sa carrière reprend, sa vie privée reste difficile. Après avoir travaillé sur plusieurs autres films, elle subit un choc tardif dû à la mort de son mari et fait une dépression nerveuse. Pendant les mois de sa maladie, elle est soignée par le docteur Franklyn Thorpe, qu'elle épouse le 29 juin 1931.
Elle finit par s’adapter avec succès au cinéma parlant, mais sa carrière est entachée d'un scandale au milieu des années 1930. Elle est poursuivie en justice par ses parents puis marquée par le sceau infamant de l’adultère par son ex-mari dans la lutte qu’ils mènent pour la garde de leur fille. Des extraits de son journal intime paraissent dans les journaux. Surmontant ses obstacles, l'actrice connaîtra encore la fortune à l'écran, jusqu’à remporter l’Oscar de la meilleure actrice dans un second rôle pour son interprétation de Sandra Kovak dans Le Grand Mensonge (1941). Le réalisateur Lindsay Anderson dit à son propos : « ...quand deux ou trois cinéphiles se croisent, le nom de Mary Astor finit toujours par être évoqué, et tout le monde s’accorde sur l'attrait qu'elle produit, dont la profondeur et la réalité semblent toujours mettre en valeur les rôles qu'elle joua. » Elle poursuit sa carrière, au cinéma, à la télévision et au théâtre jusqu'aux années 1960. Elle se retire en 1964.
Elle est également l’auteur de cinq romans. Son autobiographie est un best-seller, tout comme son dernier livre, A Life on Film, qui traite uniquement de sa carrière.

### Vie privée
En 1928, Mary Astor épouse le réalisateur Kenneth Hawks, lequel perd la vie dans un accident d'avion en janvier 1930. Elle se remarie le 29 juin 1931 avec le docteur Franklyn Thorpe, dont elle divorce en 1935. Elle 1936, elle convole en troisièmes noces avec le monteur mexicain Manuel del Campo dont elle divorce en 1941. Un quatrième et dernier mariage est contracté en 1945 ; dix ans plus tard, le divorce est prononcé. Elle a deux enfants.

### Mort
Mary Astor meurt des suites d'une défaillance respiratoire le 25 septembre 1987, à l'âge de 81 ans, au Motion Picture & Television Country House and Hospital (en) de Woodland Hills dans la banlieue de Los Angeles. Elle repose au Holy Cross Cemetery (Culver City) (Californie).

## Filmographie

### Années 1920
- 1921 : Bullets or Ballots
- 1921 : The Bashful Suitor
- 1921 : Brother of the Bear
- 1921 : My Lady o' the Pines

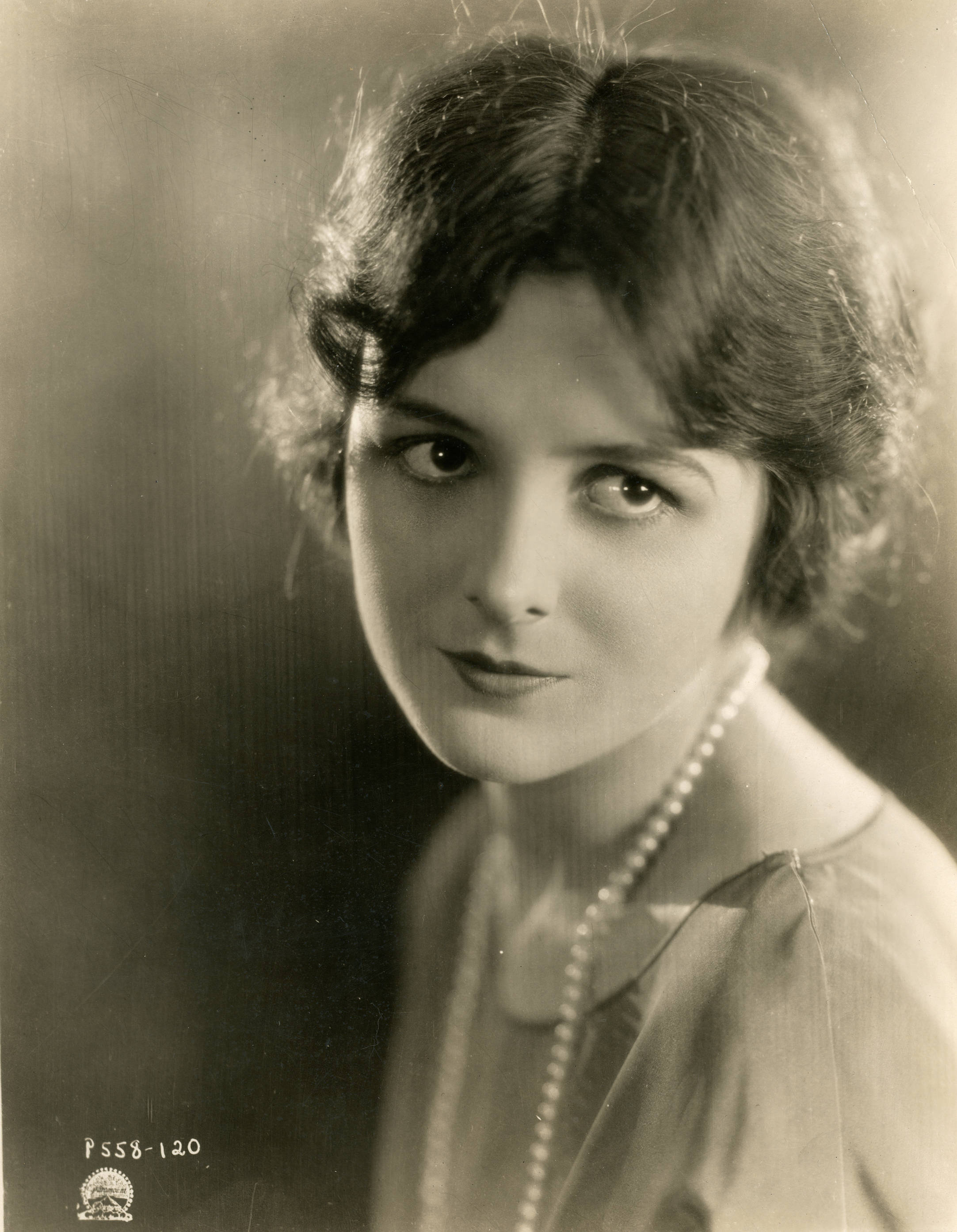
Mary Astor en 1924.

- 1921 : The Beggar Maid : une paysanne / mendiante
- 1921 : Wings of the Border
- 1922 : The Angelus
- 1922 : The Young Painter
- 1922 : John Smith : Irene Mason
- 1922 : Hope
- 1922 : The Man Who Played God : une jeune femme
- 1922 : The Rapids : Elsie Worden
- 1923 : Second Fiddle de Frank Tuttle : Polly Crawford
- 1923 : Success (en) de Ralph Ince : Rose Randolph
- 1923 : Le Châle aux fleurs de sang (The Bright Shawl) de John S. Robertson : Narcissa Escobar
- 1923 : Puritan Passions de Frank Tuttle : Rachel
- 1923 : The Marriage Maker de William C. de Mille : Vivian Hope-Clarke
- 1923 : Woman-Proof (en) d'Alfred E. Green : Violet Lynwood
- 1923 : En votre honneur, mesdames ! (To the Ladies) de James Cruze
- 1924 : Le Capitaine Blake (The Fighting Coward) de James Cruze: Lucy
- 1924 : Beau Brummel de Harry Beaumont : Lady Margery Alvanley
- 1924 : The Fighting American (en) de Tom Forman : Mary O'Mallory
- 1924 : L'Obsession du devoir (Unguarded Women) d'Alan Crosland : Helen Castle
- 1924 : The Price of a Party (en) d'e Charles Giblyn : Alice Barrows
- 1924 : Inez from Hollywood d'Alfred E. Green : Fay Bartholdi
- 1925 : Oh, Doctor (en) de Ray McCarey : Dolores Hicks
- 1925 : L'Avalanche (Enticement) de George Archainbaud : Leonore Bewlay
- 1925 : Playing with Souls (en) de Ralph Ince : Margo
- 1925 : Don X, fils de Zorro (Don Q Son of Zorro) de Donald Crisp : Dolores de Muro
- 1925 : The Pace That Thrills (en) de Webster Campbell : Doris
- 1925 : Scarlet Saint (en) de George Archainbaud : Fidele Tridon
- 1926 : High Steppers (en) d'Edwin Carewe : Audrey Nye
- 1926 : The Wise Guy de Frank Lloyd : Mary
- 1926 : Don Juan d'Alan Crosland : Adriana della Varnese
- 1926 : Forever After (en) de F. Harmon Weight : Jennie Clayton
- 1927 : The Sea Tiger (en) de John Francis Dillon : Amy Cortissos
- 1927 : The Sunset Derby (en) d'Albert S. Rogell : Molly Gibson
- 1927 : Two Arabian Knights de Lewis Milestone : Mirza
- 1927 : Rose of the Golden West de George Fitzmaurice : Elena
- 1927 : The Rough Riders de Victor Fleming : Dolly
- 1927 : No Place to Go de Mervyn LeRoy : Sally Montgomery
- 1928 : Sailors' Wives de Joseph Henabery : Carol Trent
- 1928 : Dressed to Kill d'Irving Cummings : Jeanne
- 1928 : Three-Ring Marriage (en) de Marshall Neilan : Anna
- 1928 : Heart to Heart de William Beaudine : princesse Delatorre / Ellen Guthrie
- 1928 : Martini dry (Dry Martini) de Harry d'Abbadie d'Arrast : Elizabeth Quimby
- 1928 : Après la rafle (Romance of the Underworld) d'Irving Cummings : Judith Andrews
- 1929 : New Year's Eve (en) de Henry Lehrman : Marjorie Ware
- 1929 : Miss Lucifer (en) de A. F. Erickson : Dee Renaud

### Années 1930

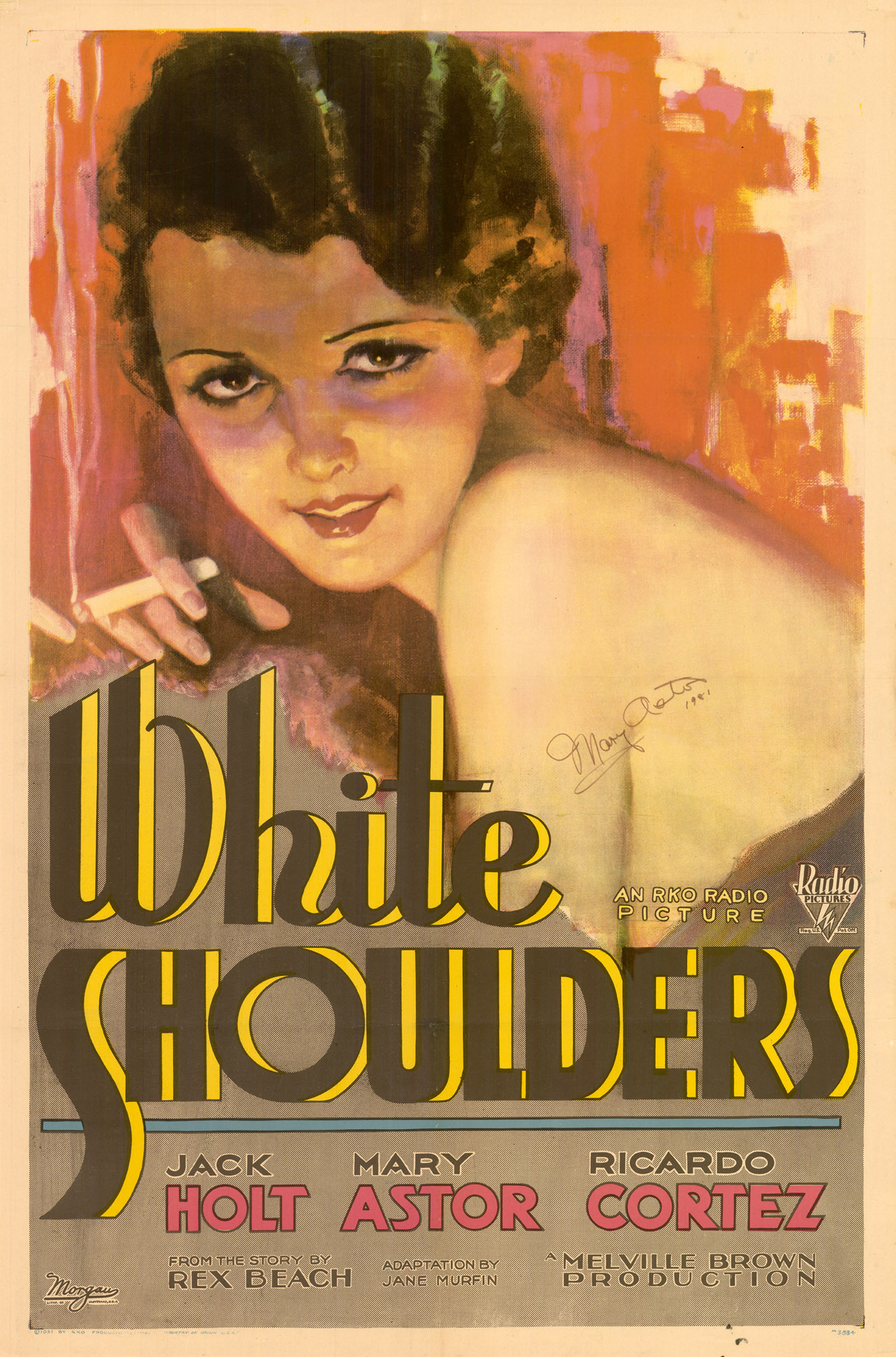
Affiche du film White Shoulders (1931).

- 1930 : The Runaway Bride (en) de Donald Crisp : Mary Gray, alias Sally Fairchild
- 1930 : Ladies Love Brutes de Rowland V. Lee : Mimi Howell
- 1930 : Holiday d'Edward H. Griffith : Julia Seton
- 1930 : Adios (The Lash) de Frank Lloyd : Rosita Garcia
- 1931 : La Princesse amoureuse (The Royal Bed) de Lowell Sherman : Princesse Anne
- 1931 : Other Men's Women de William A. Wellman : Lily Kulper
- 1931 : Behind Office Doors de Melville W. Brown : Mary Linden
- 1931 : The Sin Ship (en) de Louis Wolheim : Frisco Kitty
- 1931 : White Shoulders de Melville W. Brown : Norma Selbee
- 1931 : Mon mari et sa fiancée (Smart Woman) de Gregory La Cava : madame Nancy Gibson
- 1931 : Men of Chance (en) de George Archainbaud : Martha Silk
- 1932 : Quatre de l'aviation (The Lost Squadron) de George Archainbaud : Follette Marsh
- 1932 : Those We Love (en) de Robert Florey : May Ballard
- 1932 : A Successful Calamity (en) de John G. Adolfi : Emmy « Sweetie » Wilton
- 1932 : La Belle de Saïgon (Red Dust) de Victor Fleming : Barbara Willis
- 1933 : The Little Giant de William Nigh : Ruth Wayburn
- 1933 : Jennie Gerhardt de Marion Gering : Letty Pace
- 1933 : Meurtre au chenil (The Kennel Murder Case) de Michael Curtiz : Hilda Lake
- 1933 : The World Changes de Mervyn LeRoy : Virginia « Ginny » Clafflin Nordholm
- 1933 : La Folle Semaine (Convention City) d'Archie Mayo  : Arlene Dale
- 1934 : Easy to Love de William Keighley : Charlotte Hopkins
- 1934 : L'Homme de quarante ans (Upperworld) de Roy Del Ruth : madame Hettie Stream
- 1934 : Return of the Terror (en) de Howard Bretherton : Olga Morgan
- 1934 : L'Homme aux deux visages (The Man with Two Faces) d'Archie Mayo : Jessica Wells
- 1934 : The Case of the Howling Dog d'Alan Crosland : Bessie Foley
- 1934 : I Am a Thief (en) de Robert Florey : Odette Mauclair
- 1935 : Straight from the Heart (en) de Scott Beal (en) : Marian Henshaw
- 1935 : Dinky de D. Ross Lederman et Howard Bretherton : madame Martha Daniels
- 1935 :  Reine de beauté (Page Miss Glory) de Mervyn LeRoy : Gladys Russell
- 1935 : Red Hot Tires (en) de D. Ross Lederman : Patricia Sanford
- 1935 : Man of Iron (en) de William C. McGann : Vida
- 1936 : The Murder of Dr. Harrigan (en) de Frank McDonald : Lillian Cooper
- 1936 : Deux Enfants terribles (And So They Were Married) d'Elliott Nugent : Edith Farnham
- 1936 : Trapped by Television de Del Lord : Barbara « Bobby » Blake
- 1936 : Jeunesse perdue (Dodsworth) de William Wyler : madame Edith Cortright
- 1936 : Lady from Nowhere (en) de Gordon Wiles : Polly
- 1937 : Le Prisonnier de Zenda (The Prisoner of Zenda) de John Cromwell : Antoinette de Mauban
- 1937 : The Hurricane de John Ford : madame Germaine De Laage
- 1938 : No Time to Marry (en) de Harry Lachman : Kay McGowan
- 1938 : Trois Hommes dans la neige (Paradise for Three) : madame Irene Mallebre
- 1938 : Miss Catastrophe (There's Always a Woman) d' 	Alexander Hall : Lola Fraser
- 1938 : Woman Against Woman (en) de Robert B. Sinclair : Cynthia Holland
- 1938 : Surprise Camping (Listen, Darling), d'Edwin L. Marin : Mme Dorothy « Dottie » Wingate
- 1939 : La Baronne de minuit (Midnight) de Mitchell Leisen : Helene Flammarion

### Années 1940

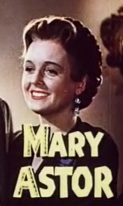
Mary Astor dans Sénorita Toréador (1947).

- 1940 : Changeons de sexe (Turnabout) de Hal Roach : Marion Manning
- 1940 : L'Odyssée des Mormons (Brigham Young) de Henry Hathaway : Mary Ann Young
- 1941 : Le Grand Mensonge (The Great Lie) d'Edmund Goulding : Sandra Kovak
- 1941 : Le Faucon maltais (The Maltese Falcon) de John Huston : Brigid O'Shaughnessy
- 1942 : Griffes jaunes (Across the Pacific) de John Huston : Alberta Marlow
- 1942 : Madame et ses flirts (The Palm Beach Story) de Preston Sturges : la princesse Centimillia
- 1943 : Young Ideas de Jules Dassin : Josephine « Jo » Evans
- 1943 : La Parade aux étoiles (Thousands cherr) de George Sidney : Hyllary Jones
- 1944 : Le Chant du Missouri (Meet Me in St. Louis) de Vincente Minnelli : madame Anna Smith
- 1944 : Blonde Fever (en) de Richard Whorf : Delilah Donay
- 1946 : Claudia et David de Walter Lang : Elizabeth Van Doren
- 1947 : Sénorita Toréador (Fiesta) de Richard Thorpe : la señora Morales
- 1947 : La Furie du désert (Desert Fury) de Lewis Allen : Fritzi Haller
- 1947 : Cynthia de Robert Z. Leonard : Louise Bishop
- 1947 : Éternel Tourment (Cass Timberlane) de George Sidney : Queenie Havock
- 1948 : Acte de violence (Act of Violence) de Fred Zinnemann : Pat
- 1949 : Les Quatre Filles du docteur March (Little Women) de Mervyn LeRoy : Marmee March
- 1949 : Faites vos jeux (Any Number Can Play) de Mervyn LeRoy : Ada

### Années 1950
- 1956 : Baiser mortel (A Kiss Before Dying) de Gerd Oswald : madame Corliss
- 1956 : Les Grands de ce monde (The Power and the Prize) de Henry Koster : madame George Salt
- 1957 : Le Virage du diable (The Devil's Hairpin) de Cornel Wilde : madame Jargin
- 1958 : Le Démon de midi (This Happy Feeling) de Blake Edwards : madame Tremaine
- 1959 : Les lâches meurent aussi (A Stranger in My Arms) de Helmut Käutner : Virgily Beasley
- 1959 : The Philadelphia Story (en) (TV) de Fielder Cook : Margaret Lord

### Années 1960
- 1960 : Thriller (série télévisée)
- 1961 : Les lauriers sont coupés (Return to Peyton Place) de José Ferrer : madame Roberta Carter
- 1964 : Youngblood Hawke de Delmer Daves : Irene Perry
- 1964 : Chut... Chut, chère Charlotte (Hush... Hush, Sweet Charlotte) de Robert Aldrich : madame Jewel Mayhew

## Publications

### Romans
- (en-US) The Incredible Charlie Carewe, Garden City, New York, Doubleday & Company, 1960, rééd. 1963, 298 p. (OCLC 752435360, lire en ligne),
- (en-US) The Image of Kate, Garden City, New York, Doubleday and Company, 1964, 331 p. (OCLC 652283270),
- (en-US) The O'Conners, Garden City, New York, Doubleday, 1964, 374 p. (OCLC 775087382),
- (en-US) Goodbye Darling...be happy, Garden City, New York, Doubleday & Co, 1965, 239 p. (OCLC 1430064),
- (en-US) A Place Called Saturday, New York, Delacorte Press, 1968, rééd. 10 janvier 2010, 266 p. (ISBN 9781141601394, lire en ligne),

### Autobiographies
- (en-US) My Story: an Autobiography, Garden City, New York, Doubleday & Company, Inc, 1er janvier 1959, 344 p. (OCLC 1062997593, lire en ligne),
- (en-US) A Life On Film, New York, Delacorte Press / Dell Publishing, 1967, rééd. 1972, 262 p. (ISBN 9780491009430, lire en ligne),

## Distinctions et hommages
- 1926 : prix WAMPAS Baby Stars[12],[13]
- Oscars 1942 : Oscar de la meilleure actrice dans un second rôle pour Le Grand Mensonge[14].
- 1960 : étoile sur le Walk of Fame d'Hollywood, au 6701, Hollywood Boulevard[15],[16].